# Mariya Koniájina
Mariya Koniájina –en ruso, Мария Коняхина– (Moscú, 25 de diciembre de 1977) es una deportista rusa que compitió en taekwondo. Ganó dos medallas de bronce en el Campeonato Mundial de Taekwondo, en los años 1999 y 2001, y tres medallas en el Campeonato Europeo de Taekwondo entre los años 1998 y 2006.

## Palmarés internacional
| Campeonato Mundial | Campeonato Mundial       | Campeonato Mundial | Campeonato Mundial |
| Año                | Lugar                    | Medalla            | Categoría          |
| ------------------ | ------------------------ | ------------------ | ------------------ |
| 1999               | Edmonton (Canadá)        | Medalla de bronce  | +72 kg             |
| 2001               | Jeju (Corea del Sur)     | Medalla de bronce  | +72 kg             |
| Campeonato Europeo |                          |                    |                    |
| Año                | Lugar                    | Medalla            | Categoría          |
| 1998               | Eindhoven (Países Bajos) | Medalla de plata   | +72 kg             |
| 2000               | Patras (Grecia)          | Medalla de oro     | +72 kg             |
| 2006               | Bonn (Alemania)          | Medalla de bronce  | +72 kg             |